# 알렉산드르 롯첸코
알렉산드르 미하일로비치 롯첸코(러시아어: Алекса́ндр Миха́йлович Ро́дченко, 1891년 12월 5일~1956년 12월 3일)는 러시아와 소련의 예술가, 조각가, 사진가, 그래픽 디자이너이다.
상트페테르부르크에서 출생했고 카잔의 미술학교를 졸업하고 모스크바로 나와 말레비치와 사귀어 한때 쉬프레마티슴 운동에 참가하였다. 그후 타틀린과 더불어 구성주의의 대표적인 작가로 활약하였으며, 그 자신도 비구상(非具象)의 조형에 대하여 별도로 독자적인 주장을 가지고 있었다고 한다. 제작분야는 앞의 타틀린과 같이 다방면에 걸쳐 있지만 특히 실용적인 분야의 공헌은 컸다. 예를 들면 포토 몽타주의 수법도 그가 개척한 것이다.소비에트의 문화정책 전환 후는 오직 선전미술 및 각종의 디자인 분야에서 활약하였다. 1925년 파리에서 개최된 국제 장식 공예전(工藝展)에 출품한 <노동자 그룹의 모형(模型)>은 건축과 실내장식의 분야에 있어서 그의 활약을 보여 주었던 것이며, 당시 많은 반향을 일으켰다.

## 같이 보기
- 러시아 아방가르드

## 참고 문헌
- 이 문서에는 다음커뮤니케이션(현 카카오)에서 GFDL 또는 CC-SA 라이선스로 배포한 글로벌 세계대백과사전의 "로드첸코" 항목을 기초로 작성된 글이 포함되어 있습니다.